# Стадион ФК Дорћол
Стадион ФК Дорћол је фудбалски стадион у Београду на којем игра ФК ГСП Полет Дорћол. Стадион се налази у насељу Дорћол, у општини Стари Град, изграђен је 1929. године, а има капацитет од 1000 гледалаца.